# Juan Sánchez Moreno
Juan Ginés Sánchez Moreno (født 15. maj 1972 i Aldaia, Spanien) er en tidligere spansk fodboldspiller, der spillede som angriber. Han var på klubplan tilknyttet Valencia CF og Celta Vigo, og spillede også en enkelt sæson på lejebasis hos RCD Mallorca. Længst tid tilbragte han hos Valencia, som han spillede for i otte sæsoner, og blandt andet hjalp til to spanske mesterskaber, én UEFA Cup-titel, samt to andenpladser i Champions League.

## Landshold
Sánchez nåede at spille en enkelt kamp for Spaniens landshold, der faldt den 18. november 1998, da han fik de sidste tolv minutter i en venskabskamp mod Italien i Salerno.

## Titler
La Liga
- 2002 og 2004 med Valencia CF

UEFA Cup
- 2004 med Valencia CF